# 卢布朗德
卢布朗德（法語：Loublande，法語發音：[lublɑ̃d]）是法国德塞夫勒省的一个旧市镇，属于布雷叙尔区。1973年1月1日，卢布朗德与邻近的6个市镇并入市镇莫莱翁。

## 地理
卢布朗德（46°58'38"N, 0°50'25"W）位于法国新阿基坦大区德塞夫勒省，该省份为法国西部内陆省份，北起曼恩-卢瓦尔省，西接旺代省，南至夏朗德省和滨海夏朗德省，东临维埃纳省。
卢布朗德的时区为UTC+01:00、UTC+02:00（夏令时）。

## 行政
卢布朗德的邮政编码为79700，INSEE市镇编码为79155。

## 人口
卢布朗德于2018年1月1日时的人口数量为919人。